# Chapelle Sainte-Thérèse de Valbertrand
La chapelle Sainte-Thérèse est une chapelle catholique de Toulon desservant le quartier de Valbertrand dans l'Ouest toulonnais. Elle dépend de la paroisse du Sacré-Cœur de Toulon, dans le diocèse de Fréjus-Toulon.

## Histoire
Pour évangéliser l’immense territoire de l’Ouest toulonnais, plusieurs chapelles de quartiers sont construites entre les deux guerres, dont celle-ci.
Sa première pierre est bénite le 17 janvier 1938 sur un terrain donné par Monsieur Rebuffel. La chapelle est achevée quelques mois plus tard et bénite le Jeudi Saint 14 avril 1938. La première messe a lieu trois jours plus tard pour le saint jour de Pâques. L'évêque de Fréjus-Toulon, Mgr Augustin Simeone (de), vient la consacrer le 17 septembre 1938 en l'honneur de sainte Thérèse de l'Enfant-Jésus, avec pour patron secondaire, saint Jean Bosco.
Elle possède un plan en forme de croix grecque. La façade du narthex est protégée par un auvent au-dessus du porche. Le pignon de la chapelle est surmonté d'un clocheton.

## Note et référence
1. 1 2 3 4  Site de la paroisse
2. ↑  Évêque de 1926 à 1940